# Mesorregión del Norte Fluminense
La mesorregión del Norte Fluminense era una mesorregión del estado brasileño del Río de Janeiro. Estaba formada por la unión de nueve municipios agrupados en dos microrregiones.
Era la mesorregión con mayor PIB per cápita del estado, debido a la gran explotación de petróleo.
En 2017, el Instituto Brasileño de Geografía y Estadística (IBGE) disolvió las mesorregiones y microrregiones, creando un nuevo marco regional con nuevas divisiones geográficas denominadas, respectivamente, regiones geográficas intermedias e inmediatas.

## Microrregiones
- Campos dos Goytacazes
- Macaé

## Municipios
- Campos dos Goytacazes
- Cardoso Moreira
- São Fidélis
- São Francisco de Itabapoana
- São João da Barra
- Carapebus
- Conceição de Macabu
- Macaé
- Quissamã